# Misery non deve morire
Misery non deve morire (Misery) è un film thriller del 1990, diretto da Rob Reiner, tratto dal romanzo Misery di Stephen King (1987).
Per l'interpretazione della psicopatica Annie Wilkes, Kathy Bates ha vinto sia l'Oscar, sia il Golden Globe, ed è stata inserita dall'American Film Institute, nel 2003, al 17º posto nella classifica dei 50 migliori "cattivi" del cinema statunitense.

## Trama
Paul Sheldon è uno scrittore di successo, reso celebre da una serie di romanzi la cui protagonista si chiama Misery Chastain. Paul ha deciso tuttavia di concludere la serie e di liberarsi dell'ingombrante personaggio che gli ha dato la fama, con la pubblicazione de Il figlio di Misery, nel cui finale la protagonista muore dopo aver dato alla luce il suo bambino. Incomincia dunque a scrivere un nuovo romanzo non legato alla serie di Misery. 
Come d'abitudine, per finire la sua opera Paul si reca sempre nello stesso hotel in una sperduta località del Colorado dove, a lavoro concluso, in una sorta di rito scaramantico si accende una sigaretta, benché non fumi più da anni, e brinda con una bottiglia di Dom Pérignon. Lo scrittore lascia quindi l'hotel per tornare a casa, ma una tormenta di neve lo sorprende e gli fa perdere il controllo della sua automobile che si schianta contro un albero.
Una persona misteriosa, il cui volto inizialmente non viene mostrato, lo tira fuori dalla vettura incidentata, se lo carica sulle spalle e lo porta in casa sua: è una donna di nome Annie Wilkes, che sostiene di essere «la sua ammiratrice numero uno».
Paul è immobilizzato a letto con fratture multiple alle gambe, la rotula del ginocchio sinistro rotta e la clavicola spostata che Annie ripara con una manovra. All'inizio la donna, che dice di essere un'infermiera, sembra volerlo guarire: gli somministra antidolorifici, gli medica le ferite, gli dà da mangiare e gli rade persino la barba.
Annie confessa a Paul di aver notato che, all'interno della sua cartellina, recuperata al momento dell'incidente, c'è il manoscritto di un nuovo romanzo inedito e gli chiede il permesso di leggerlo. Incoraggiato dall'interesse che Annie mostra per le sue opere e grato alla donna per avergli salvato la vita, lo scrittore acconsente. Annie inizia così a leggere il manoscritto, lusingata per aver ottenuto l'onore di leggere in anteprima un libro ancora inedito del suo scrittore preferito. Paul arriva a proporle di aiutarlo a sceglierne il titolo.
Tuttavia Annie non gradisce il manoscritto: in un improvviso scatto d'ira, sfoga tutto il suo dissenso per il nuovo romanzo a causa delle parolacce presenti nei dialoghi, che ritiene volgari. La donna dice che secondo lei «non c'è nobiltà d'animo» nei discorsi dei protagonisti, e si infuria al punto tale da rovesciare sul letto di Paul il brodo con cui lo stava imboccando. Lo scrittore inizia così ad intuire che in Annie ci sia qualcosa che non va.
Fuori le strade sono ancora innevate; Annie dichiara di aver parlato con l'ospedale, che i medici le hanno detto che Paul può fare la convalescenza in casa e che non c'è bisogno di recarsi al policlinico. A quel punto lo scrittore, intuendo che la donna sta mentendo, le chiede se la linea telefonica sia stata riparata (in precedenza Annie si era rifiutata di telefonare alla figlia di Paul Sheldon per rassicurarla che suo padre stesse bene, sostenendo che la linea telefonica fosse guasta a causa della tormenta di neve dei giorni precedenti). Colta in fallo, la donna risponde che la telefonata all'ospedale l'ha effettuata dal telefono pubblico della città, specificando che la linea telefonica della sua abitazione è ancora guasta e che è stata ripristinata solo quella giù in città.
Paul non ha bisogno di ulteriori conferme: la donna sta facendo di tutto per tenerlo con sé e per evitare che lui possa mettersi in contatto con i suoi cari, che lo credono morto in seguito al ritrovamento della sua vettura incidentata.
Annie inizia a rivelare un interesse morboso per lo scrittore: conosce a menadito la sua biografia e la sua abitudine di completare i romanzi in quel preciso hotel poco distante. Dichiara inoltre di averlo osservato scrivere dall'esterno (vedendo la luce accesa della sua camera d'albergo) e di averlo seguito quando era uscito dall'hotel, incappando nell'incidente.
Nei giorni successivi la donna decide di completare la lettura dell'ultimo romanzo della serie di Misery già pubblicato da Paul, ma scopre la morte dell'amata protagonista. Irrompe perciò di notte nella stanza dello scrittore, mentre questi sta dormendo, in preda a una furia cieca, e fa per scagliargli una sedia di legno addosso. Paul la prega di non farlo e lei, in un attimo di lucidità, scaraventa l'oggetto sulla parete della stanza risparmiando lo scrittore. A quel punto Annie confessa di essere innamorata di quest'ultimo e di non aver mai avvertito né le autorità, né l'ospedale, né i suoi familiari: per cui nessuno, a parte lei, sa dove sia. 
Il giorno dopo Annie annuncia a Paul di aver trovato la «soluzione al problema»: gli consegna il manoscritto inedito che non le è piaciuto e gli ordina di bruciarlo. All'inizio lo scrittore le dice che non gli costa niente arderlo, perché ne possiede altre copie, ma lei risponde che sa bene che non è vero. Gli ricorda, infatti, che in un'intervista alla TV anni prima aveva dichiarato come, per scaramanzia, non facesse mai copie di un romanzo inedito prima che questo venisse approvato dalla casa editrice. Capendo che Annie conosce a menadito le sue abitudini, Paul cerca di scendere a compromessi con lei, promettendole di non pubblicare quel romanzo e scongiurandola di non farglielo bruciare. Ma la donna non gli crede e risponde che l'unico modo per liberarsi da quella "immondizia" è dargli fuoco. Impotente di fronte alle minacce della donna, che inizia a cospargere di liquido infiammabile il suo letto, lo scrittore non può far altro che accettare l'ordine della sua aguzzina e dà alle fiamme il manoscritto.
Dopo la distruzione dell'opera inedita, Annie fornisce a Paul una sedia a rotelle, uno scrittoio e una macchina da scrivere e gli chiede di iniziare una nuova storia che smentisca la morte di Misery oggetto del finale del suo ultimo libro. Paul comincia quindi a lavorare al libro: fa "resuscitare" Misery e crea un nuovo intreccio, suscitando la felicità di Annie. 
L'uomo sfrutta le assenze della donna per tentare la fuga sulla sedie a rotelle, ma i suoi tentativi si rivelano fallimentari dal momento che ogni porta dell'abitazione di Annie è chiusa a chiave. Così preleva da uno stanzino numerose capsule di antidolorifici, con l'obiettivo di somministrarli di nascosto alla sua carceriera e provocarle un'intossicazione da farmaci. Con tale scopo le propone una cena romantica per brindare al ritorno di Misery durante la quale poi la fa allontanare da tavola con una scusa. Mentre Annie è assente, Paul mette la polverina contenuta nelle capsule di antidolorifici nel calice di vino della donna. Al momento del brindisi, però, Annie per sbaglio rovescia il bicchiere, mandando in fumo l'intero piano di Sheldon.
Intanto lo sceriffo della contea Buster McCain ha ritrovato l'auto di Paul sepolta nella neve: inizia a serpeggiare l'idea che lo scrittore sia stato divorato da qualche bestia, dal momento che il suo corpo non è stato rinvenuto né dentro la vettura né nei dintorni.
In uno dei momenti di assenza di Annie da casa, Paul esce dalla sua stanza per tentare ancora una volta la fuga e, girando trova un album dei ricordi della donna: grazie a diversi ritagli di giornale contenuti all'interno di esso, Sheldon scopre che Annie ha un passato da serial killer. I ritagli di giornale, infatti, sono tutte notizie di cronaca sui presunti omicidi (e infanticidi) della donna. Paul scopre, così, che in passato non solo era stata accusata di aver ucciso suo marito, ma anche di aver ammazzato diversi neonati quando lavorava come infermiera in ospedale e perciò incarcerata. Spaventato, prende un coltello da cucina e torna nella sua stanza, dove nasconde l'arma sotto al materasso, deciso a sopprimere la sua aguzzina. 
In seguito a questa breve "fuga" dalla sua stanza, Paul si sveglia nel cuore della notte, giusto in tempo per vedere Annie che gli inietta un sedativo. Al risveglio, si accorge che la donna lo ha legato al letto e gli ha sottratto il coltello nascosto sotto al materasso. Annie gli dice di essere a conoscenza delle sue fughe fuori dalla sua camera da letto. Aggiunge che all'inizio non aveva capito come avesse fatto ad uscire (visto che la porta della stanza di Paul era chiusa a chiave), fino al ritrovamento di una forcina per capelli sul pavimento, che effettivamente Sheldon aveva utilizzato per aprire la porta blindata. Paul nega di aver tentato la fuga, ma un particolare lo tradisce: durante uno dei suoi tentativi di scappare, infatti, l'uomo aveva per sbaglio urtato con la sedia a rotelle un tavolino nel salone, facendo cadere un oggettino di ceramica (un pinguino) e prendendolo prima che questo cadesse a terra e si rompesse. Nel rimetterlo a posto, però, Sheldon aveva commesso un errore: posizionarlo in maniera diversa, ovvero con il becco rivolto verso gli altri animaletti in ceramica. Così Annie gli dice che è inutile continuare a mentire, perché il suo pinguino di ceramica ha sempre il becco rivolto verso l'esterno. La donna decide quindi di fratturargli entrambe le caviglie con un martello, per impedirgli di scappare di nuovo. 
Nel frattempo lo sceriffo continua le indagini e segue una serie di indizi che lo conducono fino ad Annie, come l'acquisto da parte della donna di una macchina da scrivere e di diversi pacchi di fogli di carta. Dopo aver interrogato il bottegaio del paese, che gli conferma l'acquisto da parte di Annie di diverso materiale per scrivere, lo sceriffo si reca a casa della donna. 
Nel veder arrivare la macchina di un agente della polizia, Annie è costretta a sedare ancora una volta Paul, affinché questi non possa urlare aiuto. Dopo avergli iniettato il sedativo, lo nasconde in cantina. Lo sceriffo chiede ad Annie perché abbia comprato quel materiale e quest'ultima gli risponde che, essendo fan di Sheldon, fa finta di scrivere romanzi; lo sceriffo continua a perquisire la casa ma non trova nulla, così se ne va. Ma nel frattempo Paul rinviene e inizia a far rumore per farsi sentire: l'agente, che proprio in quel momento stava lasciando l'abitazione, accorre nuovamente in casa e si reca presso l'ingresso della cantina, da dove, cioè, sente arrivare i rumori. A quel punto Annie lo fredda con un colpo di fucile proprio di fronte a Paul. La donna rivela a quest'ultimo la sua decisione di compiere un omicidio-suicidio: avrebbe prima ammazzato Paul e poi si sarebbe tolta la vita. 
Per evitare la tragedia, lo scrittore convince Annie che bisogna prima finire il romanzo, per regalare al mondo la loro amatissima Misery. Le dice che solo loro due hanno il potere di donare a quest'ultima la vita eterna, attraverso la pubblicazione del romanzo in cui la protagonista ritornerà a vivere. A quelle parole la donna acconsente e va a preparare la cena. Paul ne approfitta per prelevare dalla cantina in cui è stato rinchiuso una piccola tanica di liquido infiammabile. 
Così prosegue con la scrittura del libro di Misery mentre Annie, rapita dalla trama, diventa sempre più ossessionata dal voler scoprire il finale. La donna continua la sua lettura eccitata ed entusiasta, mentre Paul non le rivela il finale per tenerla sulle spine.
Come da tradizione, al termine di un romanzo, lo scrittore si concede una sola sigaretta e brinda con un bicchiere di Dom Pérignon, portati da Annie che conosce a menadito le sue abitudini. L'uomo le dice che questa volta serviranno due bicchieri, perché vuole che anche la donna brindi insieme a lui, fingendo di ricambiare il suo amore.
Annie, incredula e frastornata per aver appena capito che il suo amore è corrisposto, ritorna in cucina per prendere un altro calice. In questo frangente Paul cosparge di liquido infiammabile il suo manoscritto.
Lo scrittore dà fuoco a tutto il suo lavoro (soprattutto alle pagine dell'attesissimo finale, non ancora lette da Annie) e la donna impazzisce di disperazione. Si getta immediatamente a terra nel tentativo di salvare le pagine e di spegnere il fuoco, ma Paul le scaraventa in testa con tutta la sua forza la macchina da scrivere; infine, dopo una lotta all'ultimo sangue, lo scrittore riesce a far inciampare Annie che batte la testa e perde i sensi. Lo scontro sembra finito, ma mentre Paul tenta di fuggire, la donna si riprende e lo afferra per le caviglie. Lo scrittore, in un'ultima disperata mossa, afferra un suppellettile e lo sferra sulla testa di Annie, uccidendola. 
Diciotto mesi dopo Paul è quasi del tutto guarito e il suo nuovo libro si rivela un successo. Seduto ad un tavolo di un ristorante insieme alla sua fidatissima agente, le confessa di non aver ancora superato il trauma dovuto all'orribile vicenda che gli è accaduta (le aveva raccontato tutto), e la donna gli suggerisce di raccontare la sua terribile esperienza in un nuovo romanzo.
Nella scena finale l'uomo rivede il volto di Annie in quello di una cameriera che, riconosciuto il famoso scrittore, gli confessa di essere "la sua più grande ammiratrice".

## Produzione

### Sviluppo
Il produttore del film, Andrew Scheinman, aveva letto Misery, il romanzo di Stephen King durante un viaggio in aereo, e perciò in seguito, alla Castle Rock Entertainment, lo consigliò al suo socio regista, Rob Reiner, il quale alla fine, convinto dall'idea dell'amico, invitò lo scrittore William Goldman a scrivere la sceneggiatura del suo nuovo film.

### Adattamento
Originariamente, nel romanzo di King, Annie Wilkes recide uno dei piedi di Paul Sheldon con un'ascia: Goldman ha adorato la scena e ha lottato perché fosse inclusa anche nel film, ma il regista Reiner ha insistito affinché fosse cambiata in modo che lei gli rompesse solo le caviglie, "per non rendere tutto troppo cruento". Però Goldman successivamente ha scritto che questa era stata la decisione giusta, poiché la rappresentazione visiva di un'amputazione avrebbe indotto il pubblico a odiare Annie invece che prenderla in simpatia per la sua follia.

### Cast
Per quanto riguarda la scelta del cast, il ruolo di Paul Sheldon era stato inizialmente offerto per ben 2 volte a William Hurt, nonché ad altri grandi Premi Oscar come Kevin Kline, Michael Douglas, Harrison Ford, Dustin Hoffman, Robert De Niro, Al Pacino, Richard Dreyfuss, Gene Hackman e Robert Redford, ma tutti la rifiutarono fin da subito. Anche Warren Beatty era interessato al ruolo, desiderando tanto trasformarlo in un personaggio meno passivo rispetto alla sua descrizione nel romanzo, ma alla fine dovette abbandonare perché già in trattative per far parte di Dick Tracy, dello stesso anno.
Alla fine la parte fu offerta a James Caan, che finalmente accettò di interpretarla: egli ha commentato di essere stato attratto da come Paul Sheldon fosse un personaggio diverso da tutti gli altri e che "essere un personaggio totalmente reazionario è davvero molto più difficile che interpretare il classico noioso macho".
Per quanto concerne il ruolo di Annie Wilkes, fu offerto sia ad Anjelica Huston che a Bette Midler, ma entrambe rifiutarono. Però poi la seconda ha affermato di essersi profondamente pentita di questa decisione. Secondo Reiner, fu William Goldman a capire che Kathy Bates, allora quasi ancora sconosciuta, avrebbe dovuto interpretare il ruolo della protagonista; egli ha poi dichiarato "Ancora lo ringrazio [Goldman]!".

#### Camei
- J. T. Walsh ha un cameo, anche se non accreditato, nel ruolo del poliziotto di stato Sherman Douglas.[7]
- Anche il regista Rob Reiner fa un'apparizione non accreditata come pilota di un elicottero.[8]

## Colonna sonora
La colonna sonora del film è stata composta da Marc Shaiman; nella soundtrack vi sono anche 3 registrazioni di Liberace, il musicista preferito di Annie, così come il brano Shotgun di Junior Walker, che suona in radio prima dell'incidente d'auto di Paul.

## Distribuzione

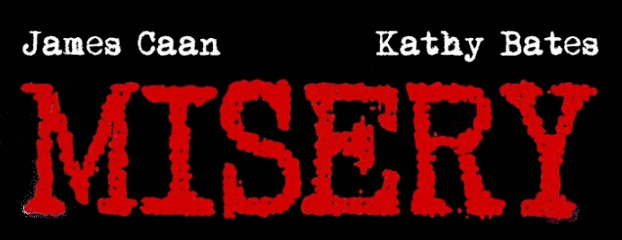
Locandina del film

Il film uscì nei cinema statunitensi il 30 novembre 1990 e in quelli italiani l'8 marzo 1991.
Nelson Entertainment ha pubblicato per la prima volta il film in formato VHS l'11 luglio 1991; successivamente New Line lo ha ripubblicato nel 1992, dopo che la Nelson era fallita. Il film è stato ancora ripubblicato di nuovo in VHS da PolyGram Filmed Entertainment e finalmente in DVD il 22 dicembre 1998.
L'8 settembre 2015, in onore del 25º anniversario del film, esso è stato ridistribuito in Blu-ray e DVD, dalla 20th Century Studios Home Entertainment. Attualmente, la Warner Bros. Home Entertainment (su licenza della 20th Century Fox) ristampa ogni anno il film per l'home video. Infine, un Blu-ray in 4K Ultra HD è stato pubblicato il 12 ottobre 2021, per la prima volta realmente in HD.

## Accoglienza

### Incassi
Realizzando negli Stati Uniti un incasso di circa 61 276 872 dollari a fronte di un budget di 20 milioni, il film si è posizionato nella classifica dei più alti incassi del 1990, secondo solo a Mamma, ho perso l'aereo.

### Critica
Il film, sin dalla sua anteprima mondiale, è stato un enorme successo per critica e pubblico. Sul sito web Rotten Tomatoes, riceve il 90% delle recensioni professionali positive, con un voto medio di 7,60/10, basato su 73 recensioni; il consenso della critica del sito recita: "Elevato dalle straordinarie esibizioni di James Caan e Kathy Bates, questo film teso e spaventoso è uno dei migliori adattamenti di Stephen King fino ad oggi".
Su Metacritic, il film ha un punteggio medio ponderato di 75 su 100, basato su 23 critiche, indicando "recensioni generalmente favorevoli"; mentre il pubblico intervistato da CinemaScore ha assegnato al film un voto medio di "A−" su una scala da A+ a F.
Per il Chicago Sun-Times, Roger Ebert ha assegnato al film una valutazione di 3 stelle su 4, affermando che "è una bella storia, naturale, e ci cattura sin dal primo minuto!"; anche Variety lo ha definito "un thriller gotico molto ovvio e commerciale, un adattamento funzionale del bestseller di Stephen King".
Derek Day, del The Guardian, ha assegnato una valutazione positiva al film, scrivendone che "ci gioca abbastanza brutti scherzi, in modo tale che non trattiamo mai nulla abbastanza seriamente e la sceneggiatura di Goldman ha buone battute di spirito e situazioni per mantenere lo spettatore interessato maniacalmente ad ogni momento" e ha elogiato il cast, in particolare Kathy Bates, scrivendo che la sua "folle devozione in Misery è un'interpretazione davvero ispirata!". Anche il New York Times ha elogiato il lavoro di Kathy Bates, definendolo "una performance davvero divertente nei panni della pazza Annie, come scritto in modo sgargiante nella sceneggiatura di Mr. Goldman così come nel romanzo di Mr. King".
Lo stesso King ha affermato che Misery non deve morire è uno dei suoi adattamenti cinematografici preferiti, nella sua raccolta del 2009 intitolata Stephen King Goes to the Movies. Nel suo libro di memorie del 2000, intitolato On Writing: A Memoir of the Craft, lo scrittore fa riferimento all'adattamento cinematografico del libro, scrivendo a proposito:
La scena "delle caviglie spezzate" nel film, in cui Annie rompe le caviglie di Paul con una mazza, è stata classificata al 12º posto nel programma di Bravo del 2004 intitolato The 100 Scariest Movie Moments.
Infine, nel 2009, Chris Eggertsen del sito Bloody Disgusting ha inserito Misery non deve morire al quarto posto nella sua lista dei "10 film horror più claustrofobici".

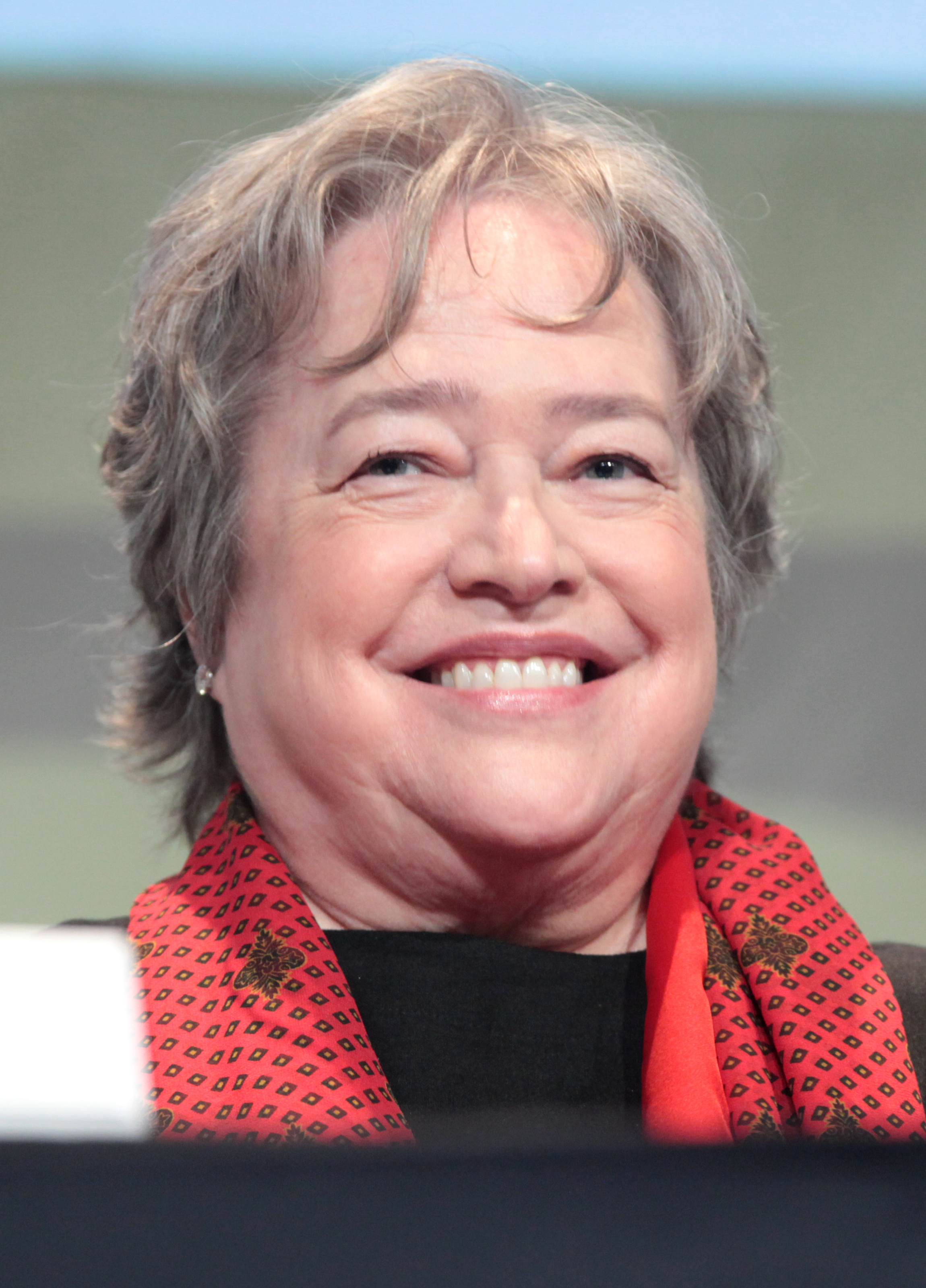
Kathy Bates per la sua Annie Wilkes si è aggiudicata Oscar e Golden Globe alla miglior attrice

## Riconoscimenti
- 1991 - Premio Oscar[23]
  - Miglior attrice a Kathy Bates
- 1991 - Golden Globe[24]
  - Miglior attrice in un film drammatico a Kathy Bates
- 1991 - Chicago Film Critics Association Award[25]
  - Miglior attrice protagonista a Kathy Bates
- 1992 - Saturn Award
  - Candidatura per il miglior film horror a Rob Reiner
  - Candidatura per il miglior attore protagonista a James Caan
  - Candidatura per la miglior attrice protagonista a Kathy Bates
  - Candidatura per la miglior attrice non protagonista a Frances Sternhagen
  - Candidatura per la migliore sceneggiatura a William Goldman[26]